# Pteropus speciosus
Pteropus speciosus — вид рукокрилих, родини Криланових.

## Поширення, поведінка
Країни поширення: Індонезія, Філіппіни. Проживає від низьких висот до 800 м над рівнем моря. Середовище проживання й екологія цього виду практично невідомі.